# Оксид иридия(III)
Оксид иридия(III) — неорганическое соединение, оксид металла иридия с формулой Ir2O3, сине-чёрные кристаллы, нерастворимые в воде.

## Получение
- Разложение растворами щелочей трёхвалентных растворимых солей иридия:

{\displaystyle {\mathsf {Ir_{2}(SO_{4})_{3}+6NaOH\ {\xrightarrow {}}\ Ir_{2}O_{3}\downarrow +3Na_{2}SO_{4}+3H_{2}O}}}
{\displaystyle {\mathsf {2IrCl_{3}+6NaOH\ {\xrightarrow {}}\ Ir_{2}O_{3}\downarrow +6NaCl+3H_{2}O}}}

## Физические свойства
Оксид иридия(III) образует сине-чёрные кристаллы.
Из раствора кристаллизуется тёмно-зелёный гидрат Ir2O3•nH2O.
Не растворяется в воде, р ПР = 47,70.

## Химические свойства
- Разлагается при нагревании (диспропорционирует):

{\displaystyle {\mathsf {2Ir_{2}O_{3}\ {\xrightarrow {400-500^{o}C}}\ Ir+3IrO_{2}}}}
- Безводный оксид получают сушкой гидрата:

{\displaystyle {\mathsf {Ir_{2}O_{3}\cdot nH_{2}O\ {\xrightarrow {300^{o}C}}\ Ir_{2}O_{3}+nH_{2}O}}}
- Медленно растворяется в концентрированных галогенводородных кислотах:

{\displaystyle {\mathsf {Ir_{2}O_{3}+12HCl\ {\xrightarrow {\tau }}\ 2H_{3}[IrCl_{6}]+3H_{2}O}}}
- В инертной атмосфере растворяется в серной кислоте:

{\displaystyle {\mathsf {Ir_{2}O_{3}+3H_{2}SO_{4}\ {\xrightarrow {N_{2}}}\ Ir_{2}(SO_{4})_{3}+3H_{2}O}}}
- Окисляется горячей концентрированной азотной кислотой:

{\displaystyle {\mathsf {Ir_{2}O_{3}+2HNO_{3}\ {\xrightarrow {100^{o}C}}\ 2IrO_{2}\downarrow +2NO_{2}\uparrow +H_{2}O}}}
- Восстанавливается водородом при комнатной температуре:

{\displaystyle {\mathsf {Ir_{2}O_{3}+3H_{2}\ {\xrightarrow {}}\ 2Ir+3H_{2}O}}}
- Окисляется кислородом при нагревании:

{\displaystyle {\mathsf {2Ir_{2}O_{3}+O_{2}\ {\xrightarrow {600^{o}C}}\ 4IrO_{2}}}}